# Masdevallia karineae
Masdevallia karineae là một loài thực vật có hoa trong họ Lan. Loài này được Nauray ex Luer mô tả khoa học đầu tiên năm 2000.